# Roboty (film)
Roboty (ang. Robots, 2005) – amerykański film animowany w reżyserii Chrisa Wedge’a i Carlosa Saldanhy, ze Studia Blue Sky.

## Fabuła
Film opowiada o świecie zamieszkanym przez roboty społeczne. Głównym bohaterem jest Radek Dekiel – robot obdarzony talentem tworzenia wynalazków. W związku ze swą pasją, marzy o spotkaniu swojego idola – wielkiego wynalazcy, Spawalskiego. Wyrusza na poszukiwania. Po drodze spotyka go wiele ciekawych przygód, poznaje inne roboty społeczne, niektóre przyjaźnie do niego nastawione, inne nie.

## Obsada
- Ewan McGregor – Radek Dekiel
- Robin Williams – Gwoździu
- Mel Brooks – Spawalski
- Jim Broadbent – Madame Frezer
- Halle Berry – Cynka Cynkopulos
- Drew Carey – Max Kolanko

## Wersja polska
Opracowanie i udźwiękowienie wersji polskiej: Studio Sonica

Nagrania: MAFILM AUDIO BUDAPESZT

Reżyseria: Olga Sawicka

Dialogi polskie i teksty piosenek: Arkadiusz Borowik

Tłumaczenie: Arleta Walczak

Dźwięk i montaż: Gyorgy Fek, Jacek Osławski

Organizacja produkcji: Agnieszka Sokół

W polskim dubbingu wystąpili
- Paweł Iwanicki – Radek Dekiel
- Piotr Gąsowski – Gwoździu
- Bohdan Łazuka – Madame Frezer
- Joanna Trzepiecińska – Cynka Cynkopulos
- Mariusz Max Kolonko – Max Kolanko
- Marek Włodarczyk – Pan Dekiel
- Wojciech Paszkowski – Brzeszczot
- Paweł Sanakiewicz – Spawalski
- Joanna Jędryka – Ciocia Bania
- Agnieszka Fajlhauer – Hania
- Jacek Rozenek – Jacek Młot
- Michał Zieliński – Wkręt
- Marcin Przybylski – Teks
- Anna Apostolakis – Loretta
- Mirosław Zbrojewicz – Diesel

oraz
- Wit Apostolakis-Gluziński
- Roman Szafrański
- Modest Ruciński
- Aleksander Czyż
- Janusz Wituch
- Maciej Gąsiorek